# Vojvoda
Vojvoda je titula suverenega vladarja evropske vojvodine. Vojvodsko titulo so nosili kot generično (zweibruckenska veja bavarskih Wittelsbachov) ali substancialno (kraljevski vojvode v Veliki Britaniji, Franciji, Španiji, Italiji na Portugalskem, Švedskem …) tudi nevladajoči člani nekaterih evropskih dinastij. Nenazadnje je vojvoda tudi najvišja stopnja plemstva v številnih evropskih državah. V nekdanji Srbiji je bil vojvoda najvišji vojaški čin.
Žena vojvode oz. ženska, ki vlada vojvodini, je vojvodinja.